# アルファドン
アルファドン（「最初の歯」を意味する）は、現生の有袋類を含む後獣下綱に属する原始哺乳類であった。その化石は、1929年に初めて発見され、発見者であるジョージ・ゲイロード・シンプソンによって命名された 。
外観は、あまり知られておらず、歯のみ知られている。約12インチ（30センチメートル）まで成長し、現生のオポッサムに似ている可能性がある。歯から判断すると、雑食性であり、果物、無脊椎動物、おそらく小さな脊椎動物を餌にしていたと推測される。
アルファドンは、白亜紀後期の終盤に生息し、ティラノサウルスとトリケラトプスのような恐竜と共存していた。その化石は、北米全体で発見されており、その範囲は、北はカナダのアルバータ州、南はアメリカのニューメキシコ州までに至っている。
タイプ種は、A. marshi である。 
Nortedelphys jasoni は、もともと、ストラー（1991）によってアルファドン属の種として記載された。しかし、その後 herpetotheriid類のNortedelphys 属に移された。